# Falcuna cameroonica
Falcuna cameroonica är en fjärilsart som beskrevs av Henry Stempffer och Bennett 1963. Falcuna cameroonica ingår i släktet Falcuna och familjen juvelvingar. Inga underarter finns listade i Catalogue of Life.